# Zosterops anderssoni
El anteojitos amarillo (Zosterops anderssoni) es una especie de ave paseriforme de la familia Zosteropidae propia de África subsahariana. Fue tratada anteriormente como subespecie del anteojitos senegalés, pero en base al resultado de un estudio de filogenética molecular publicado en 2013, en la actualidad se considera como una especie separada. El nombre científico de la especie conmemora al explorador sueco Karl Johan Andersson.

## Subespecies
Se reconocen las siguientes subespecies:
- Z. a. anderssoni Shelley, 1892 – desde el este y sur de Angola y el norte de Namibia hasta el suroeste de Tanzania, el oeste de Mozambique y el norte de Sudáfrica;
- Z. a. tongensis Roberts, 1931 – en el sureste de Zimbabue, el sur de Mozambique y el noreste de Sudáfrica;
- Z. a. stierlingi Reichenow, 1899 – en el este y sur de Tanzania, el este de Zambia, Malawi y el norte de Mozambique.